# 蚤の市

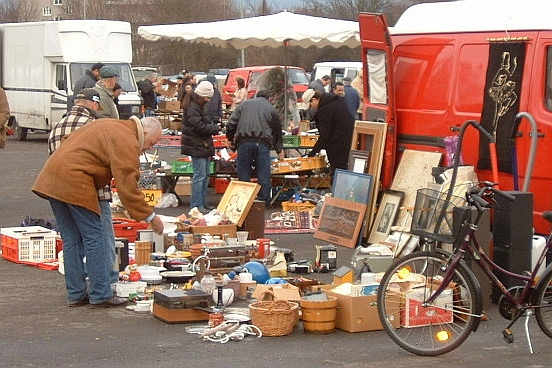
ドイツの蚤の市

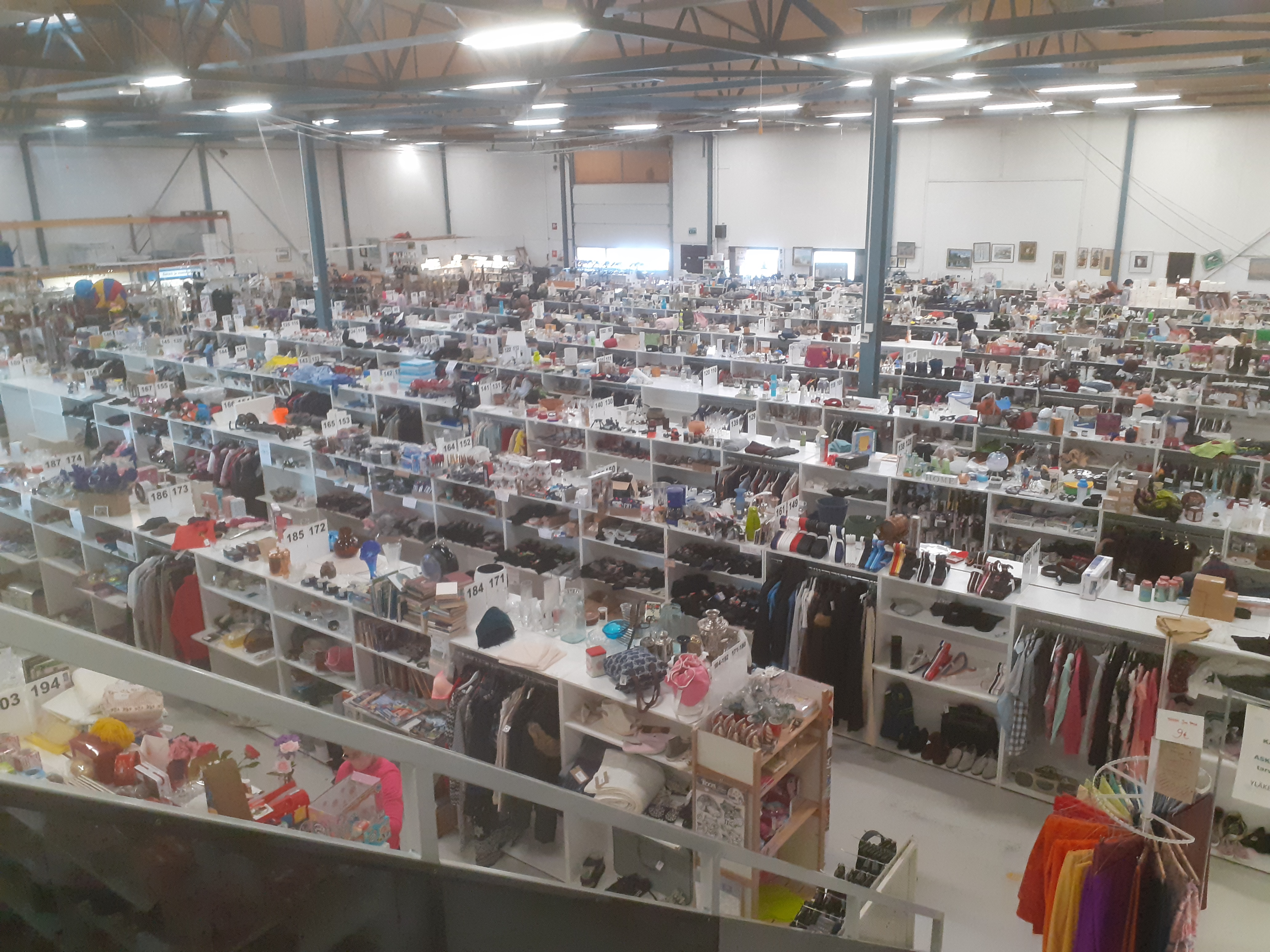
フィンランドクラウカラの蚤の市

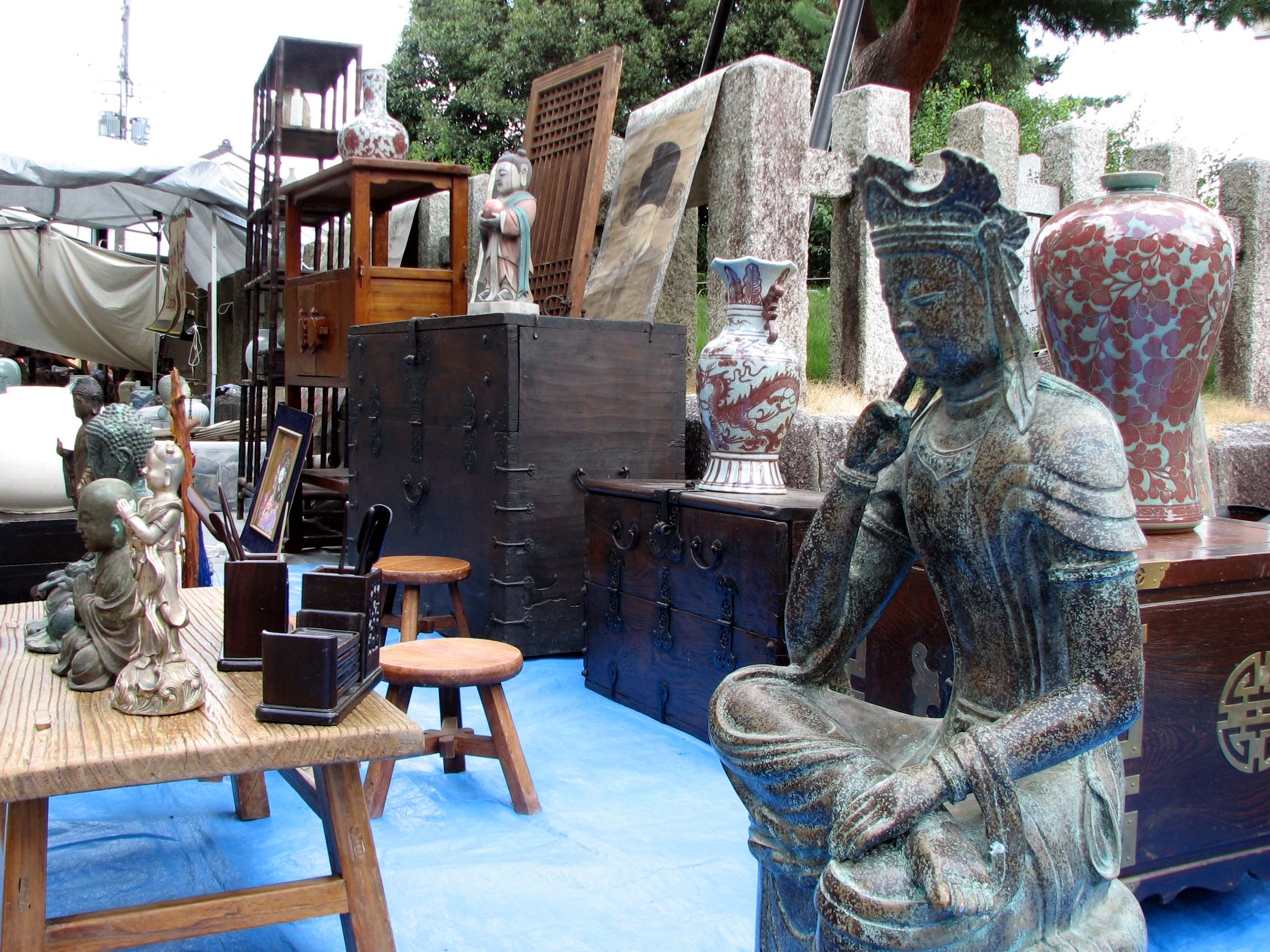
北野天満宮の蚤の市に並ぶ骨董品

蚤の市（のみのいち、フランス語: marché aux puces）は、町の広場などで開かれる古物市。フリーマーケット（英語: flea market）ともいう。

## 概要
フランス語の marché aux puces（マルシェ・オ・ピュス）に由来する。この puces（ピュス）は「蚤」を意味し、英語ではこれを直訳して flea market、日本語でも同様に「蚤の市」と呼んでいる。なお、フランス語における「蚤」の由来には諸説ある（後述）。日本語の「蚤の市」を初めて用いて紹介したのは柔道家の石黒敬七とされる（ただし、石黒の渡仏前から訳語「蚤の市」を用いた書籍はあり、石黒も著書『蚤の市』の中で銀座で開かれた「蚤の市」を紹介するにあたり、それが自らの訳語であるという前提では説明していない。）。
日本語では、片仮名での「フリー」がもともとの flea（蚤）から free（自由）と混同された。日本フリーマーケット協会では、日本において蚤の市を開催するにあたり「誰もが気軽に参加出来るように」との思いを込めて本来の flea market に代わりより親しみやすい free market の英文表記をあえて採用し、同協会の商標ならびにサービスマークとしている。なお、英語で free market とは、本来は経済学における自由市場を意味する単語である。
歴史のある古物市では蚤の市の代わりにガラクタ市、ボロ市（世田谷区など）といった名称が使われることもある。また、アメリカ西海岸では swap meet（スワップ・ミート、交換会の意）、open air market（オープン・エア・マーケット、青空市場の意）などと呼ばれることも多い。

## 各国における歴史

### フランス
フランスのパリでは19世紀後半には捨てられた物から売れそうなものを選別して商いをするシフォニエと呼ばれる人々がいた。しかし、1870年の改革でシフォニエと呼ばれる人々はパリの街を追われ、北部のサン＝トゥアンで古物を取引するヴィラを作って拠点とし活動範囲を広げていった。一説にはサン＝トゥアンに古物を買いに訪れた者が、城壁の上から山積みになったガラクタを眺めていたとき「これは蚤の市だ!」と叫んだことが語源といわれている。そして1885年に正式名称としてmarché aux puces（マルシェ・オ・ピュス）と名付けられたという。
パリ近郊ではクリニャンクール、ヴァンヴ、モントルイユの蚤の市が有名である。

### 日本

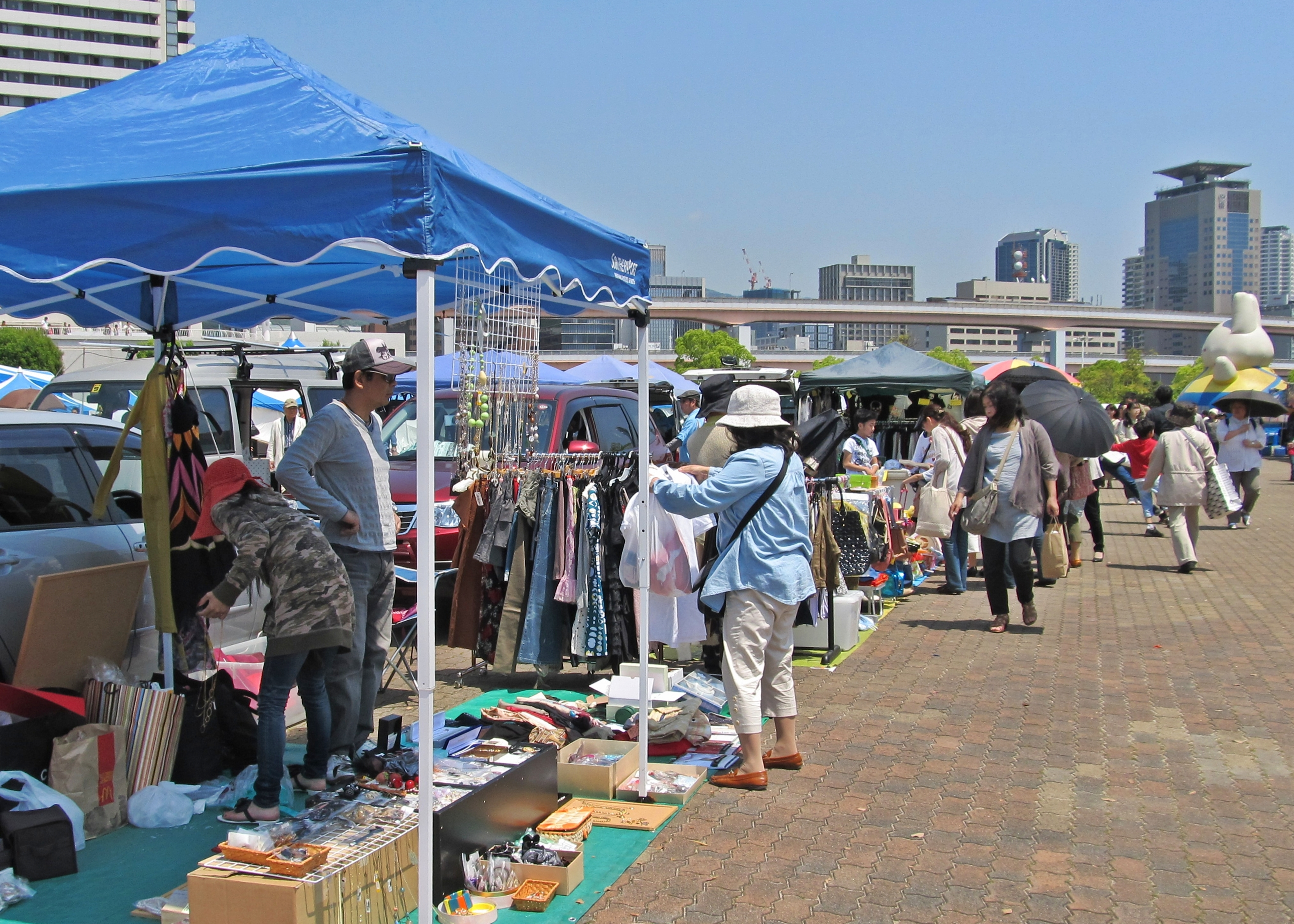
日本のフリーマーケット（メリケンパーク）

昭和9年（1934年）9月29日より「第1回蚤の市」が銀座松坂屋で開催された。巴里会の発案によるものである。第1回蚤の市は好評に終わり、翌昭和10年3月には第2回が開催されたほか、4月28日より増上寺境内でも蚤の市が開催されるようになった。
日本各地で行われる蚤の市やガラクタ市は、1990年代以降若者・ファミリー向けの「フリーマーケット」（略称: フリマ）と呼ばれるものが多くなった。
従来の「蚤の市」は、神社などの境内で縁日に併せて行われることが多いが、フリーマーケットと称する催しは、主に、競馬場やサッカー場などの駐車場、大規模公園などの一角で行われることが多い。
東京都の場合は明治公園、代々木公園、大井競馬場、秋葉原UDXなどで行われるものが規模が大きいといわれる。なお、日本で同種の市を開催する場合、形態によっては主催者に古物商取引の許可（鑑札取得）が必要な場合がある、
近年、インターネット上でもフリーマーケットが開催される場合が多くなってきている。主に、古くなった生活用品を出すケースが多く、幼児服など短期間しか身につけられなかったものを出品するケースが多い。これらの衣類、生活用品の中にはキャラクター商品なども含まれ、特に人気のあったキャラクター商品の場合、製造元がすでに生産を終了している場合が多く、販売価格も高騰し、新品購入時とほぼ変わらないかそれ以上の値段で取引されるものも多い。

## 骨董市

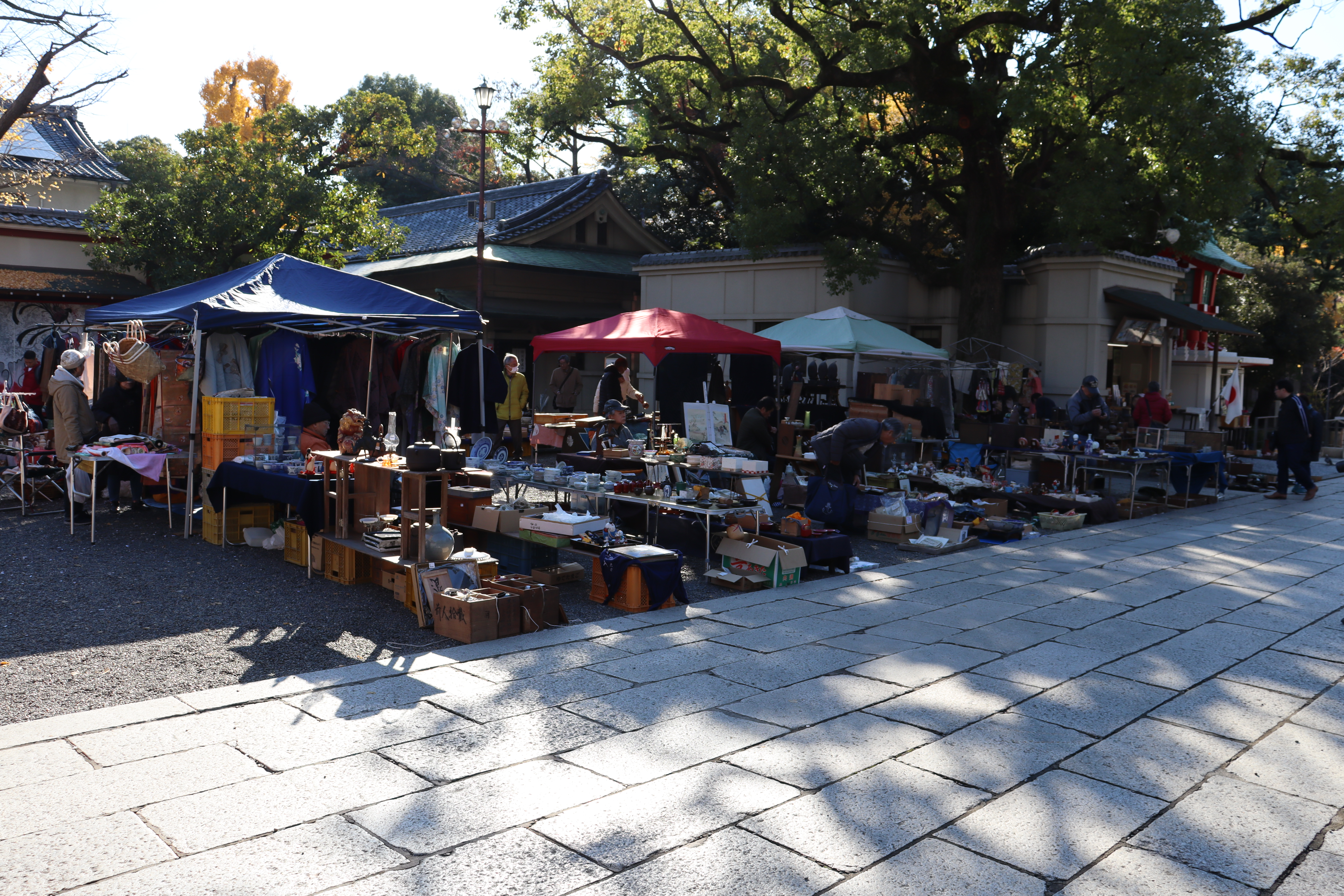
富岡八幡宮で開催される骨董市

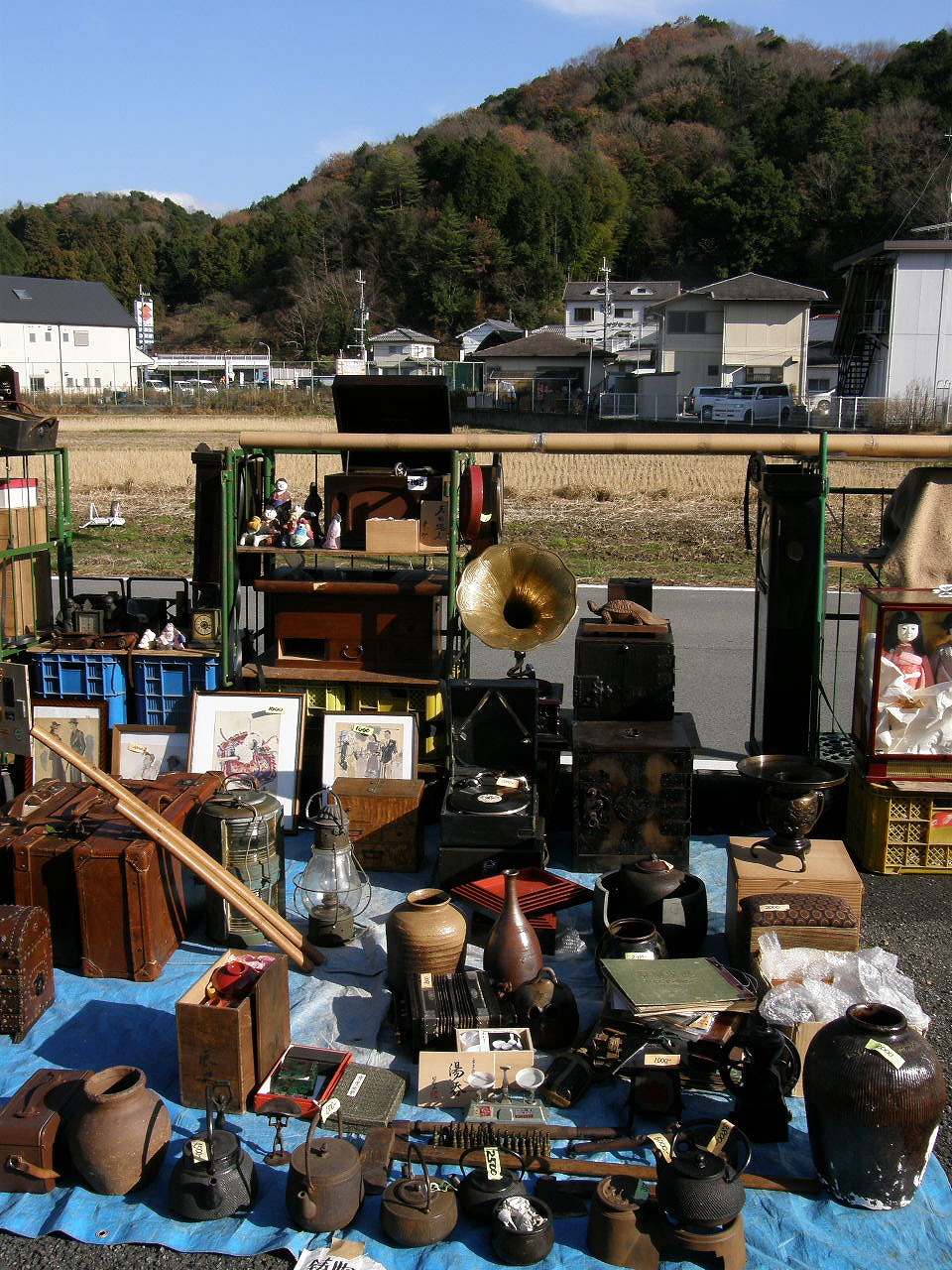
丹波篠山市で開催される骨董市

骨董市（こっとういち）は、神社仏閣の縁日やお祭りに合わせて、食べ物の屋台などとは別に、骨董の市がたち、各所から骨董商やアマチュアなどが品物を持ち寄り開いたりするもの。今日、フリーマーケットとほとんど見分けがつかなくなったりしている。
骨董ジャンボリー、全国古民具骨董祭り、東京蚤の市のような規模の大きなものから、地方都市の小さな規模のものまで多種多様にある。関東地方では乃木神社骨董市が最も歴史ある市である。
近年では東京蚤の市をはじめ出店業者や販売内容は同様でも、骨董市、蚤の市、アンティークフェアなど名称は多様化の傾向がある